# Burlingame Dragons FC
Burlingame Dragons FC foi uma agremiação esportiva da cidade de Burlingame, Califórnia. Disputava a Premier Development League.

## História
O time foi fundado por Nick Swinmurn, fundador da Zappos.com e investidor minoritário do Golden State Warriors, e David Ebersman, ex CEO do Facebook e da Genentech. No dia 9 de dezembro de 2014 se afilia ao San Jose Earthquakes. Seu primeiro jogo oficial foi contra o Fresno Fuego.
Em 2017 a equipe tenta  ingressar na USL, e após não conseguir anuncia o fim das suas atividades.

## Estatísticas

### Participações
|  | Participações em 2018 |

| Competição     | Competição               | Temporadas | Melhor campanha     | Estreia | Última | P | R |
| Estados Unidos | Lamar Hunt U.S. Open Cup | 3          | Segunda Fase (2017) | 2015    | 2017   |   | – |